# Jesús Olalla
Jesús Olalla Iraeta (Irun, 15 luglio 1971) è un ex pallamanista spagnolo.

## Palmarès

### Olimpiadi
- 2 medaglie:
  - 2 bronzi (Atlanta 1996; Sydney 2000)